# Ніжинський скарб
Ніжинський (Магерський) скарб — скарб срібників (усього близько 200 монет), знайдений у 1852 році на околиці Ніжина поза передмістям Магерки. Здебільшого, це монети Володимира Великого із зображенням тризуба, але є також срібники биті Ярослава Мудрого та Святополка Володимировича. Саме цей скарб є точкою відліку для наукового підтвердження думки про самобутність монет Київської Русі.
Найповнішим дослідженням Ніжинського (Магерського) скарбу є зараз праці Івана Спаського та Марини Сотникової: «Русская монетная система» та «Тысячелетие древнейших монет в России».

## Історія знахідки
Ніжинський (Магерський) скарб знайшов наприкінці травня 1852 році син місцевого селянина Сергія Бóриса, який орав батьківське поле між передмістями Ніжина — Магерки та хутором Бобрик. У глиняному горщику знаходилося приблизно 200 штук невеликих, почорнілих від часу кружечків. Коли виявилося, що це давні срібні монети, селянин відніс скарб волосному писарю. Останній, замість того щоб повідомити про знахідку, став продавати монети всім охочим. Монети так би і пропали, якби на них не звернув увагу професор Ніжинського ліцею М. Тулов. Зібравши кілька монет, він відправив їх у Київ. У Ніжин відразу ж виїхав професор історії та зберігач мінц-кабінету Київського університету Яків Волошинський. Вивчивши знахідку, він дійшов висновку, що монети — князівські срібляники, виготовлені у Києві за князювання Володимира Великого (X століття) і Новгороді Великому за князювання Ярослава Мудрого (тобто до 1015 року). Слід нагадати, що понад половина з відомих нині 300 найдавніших руських монет києворуського часу, походить саме з Ніжинського (Магерського) скарбу. Основним «збирачем» розпорошеного з вини ніжинського писаря скарбу став помічник попечителя Київського навчального округу Михайло Юзефович, який зібрав за різними оцінками від 120 до 140 монет. Частина монет перебувала в його колекції (близько 50 срібників), частину він розіслав до різних наукових установ Російської імперії (до мінц-кабінету Імператорського університету Св. Володимира у Києві потрапила, наприклад, лише 31 монета з числа найгірше збережених), або подарував відомим на той час колекціонерам і можновладцям, у тому числі членам монаршого дому Романових. 5 «ніжинських» срібників (по 1 кожного типу срібників ніжинського типу), зібраних Юзефовичем, київський генерал-губернатор Д. Бібіков подарував російському імператорові Миколі І 5 вересня 1852 року, коли той відвідав Київ. Потрапивши приблизно за 2 місяці після цього до Ермітажу, саме ці монети започаткували найбільшу у світі (наразі) колекцію срібників києворуського часу (нині там знаходиться близько 130 таких монет, більшість із яких походять із Ніжинського (Магерського) скарбу).